# Triviella splendidissima
Triviella splendidissima is een slakkensoort uit de familie van de Triviidae. De wetenschappelijke naam van de soort is voor het eerst geldig gepubliceerd in 1934 door Tomlin & Schilder.